# ロックフェラー・ストリート
ロックフェラー・ストリート (Rockefeller Street) は、エストニアの歌手、ゲッテル・ヤーニの楽曲で、2011年のユーロビジョン・ソング・コンテストのエストニア代表曲である。この楽曲のナイトコアバージョンはインターネット・ミームになった。